# Geophilus garutti
Geophilus garutti är en mångfotingart som först beskrevs av Folkmanova och Dobroruka 1960.  Geophilus garutti ingår i släktet Geophilus och familjen storjordkrypare. Inga underarter finns listade i Catalogue of Life.